# 器興サービスエリア
器興サービスエリア（キフンサービスエリア）は京畿道龍仁市の京釜高速道路上(釜山方面のみ）にあるサービスエリア。

## 道路
- 京釜高速道路（釜山方面のみ）

## 歴史
- ？？？？年- 開業

## 施設
- 食堂
- 化粧室
- ガソリンスタンド（エスオイル）
- 駐車場

## 隣
器興IC - 器興SA - 新葛JCT